# Sharon Acker
Sharon Eileen Acker (2 de abril de 1935 – 16 de marzo de 2023) fue una actriz de cine, teatro, televisión y modelo canadiense. Apareció principalmente en televisión en Canadá y Estados Unidos entre 1956 y 1992. Interpretó a Della Street, la leal secretaria de Perry Mason, en The New Perry Mason junto a Monte Markham. Entre sus papeles cinematográficos se incluyen Lucky Jim, Point Blank y Don't Let the Angels Fall.

## Biografía
Acker nació en Toronto, Ontario. Comenzó su carrera profesional como actriz con una aparición en televisión en una película para televisión de Anne of Green Gables en 1956. Se unió al elenco del Stratford Theatre y viajó con la compañía a Inglaterra, donde se quedó para buscar trabajo como actriz. Allí debutó en el cine con Lucky Jim (1957). Tras rechazar un contrato a largo plazo con los productores de Lucky Jim, Acker regresó a Canadá en 1957 con su marido para formar una familia.
Acker volvió a actuar en producciones televisivas canadienses. En 1961, apareció en una producción de Macbeth de la Canadian Broadcasting Corporation (CBC) junto a Sean Connery, dirigida por Paul Almond. Durante la década de 1960, también trabajó como modelo y apareció en anuncios impresos. Ella y Angie Dickinson aparecieron modelando ropa de estilo "moll" en la edición del 25 de agosto de 1967 de la revista Life.
Su primera aparición en el cine estadounidense fue en la película de acción de culto de John Boorman Point Blank (1967), protagonizada por Lee Marvin y John Vernon. A partir de ese momento, Acker apareció en papeles cinematográficos y televisivos en Canadá y Estados Unidos. En 1969, fue estrella invitada en el episodio de Star Trek "The Mark of Gideon" en el papel de Odona, una joven que decide sacrificarse introduciendo una enfermedad en su planeta superpoblado. En  1976–77 interpretó a Helen Walling en la serie dramática de máxima audiencia Executive Suite. Durante este periodo, Acker también hizo una aparición especial en el quinto episodio de la segunda temporada de The Love Boat, que se emitió inicialmente el 20 de octubre de 1978. También apareció en dos episodios de The Rockford Files en 1978 y 1979. Hizo su última aparición en el cine en 1981 y su última aparición en televisión en 1992.

## Muerte
Acker se casó dos veces. En 1956, en Londres, se casó con su compatriota canadiense Austin Ronald MacDonald. Más tarde se divorciaron, aunque no se ha verificado el año de su separación. Acker se casó luego con Peter John Elkington, un cineasta, en 1973 en Los Ángeles, California. La pareja permaneció junta durante 28 años, hasta la muerte de Elkington en 2001. Tuvo dos hijas de su primer matrimonio y dos hijastras del matrimonio anterior de Elkington.
Acker falleció en una residencia de ancianos en Toronto, Canadá, el 16 de marzo de 2023, a la edad de 87 años.

## Filmografía

### Películas
| Año  | Título                    | Papel               | Notas |
| ---- | ------------------------- | ------------------- | ----- |
| 1957 | Lucky Jim                 | Christine Callaghan |       |
| 1967 | Point Blank               | Lynne Walker        |       |
| 1969 | Waiting for Caroline      | Emily               |       |
| 1969 | The First Time            | Pamela Williams     |       |
| 1969 | Don't Let the Angels Fall | Barbara             |       |
| 1970 | The Act of the Heart      | Adele               |       |
| 1981 | Happy Birthday to Me      | Estelle Wainwright  |       |
| 1981 | Threshold                 | Tilla Vrain         |       |

### Televisión
| Año       | Título                                | Papel                                                  | Notas                                          |
| --------- | ------------------------------------- | ------------------------------------------------------ | ---------------------------------------------- |
| 1956      | Anne of Green Gables                  | Mrs. Stacey                                            | Telefilme                                      |
| 1960      | The Unforeseen                        | Ellen Thomas                                           | 1 episodio                                     |
| 1961      | Macbeth                               | Lady Macduff                                           | Telefilme                                      |
| 1966      | Wojeck                                | Tony Marlowe                                           | 2 episodios                                    |
| 1968      | The Wild Wild West                    | Lavinia Sedgewick                                      | 1 episodio: "The Night of the Sedgewick Curse" |
| 1968–1969 | It Takes a Thief                      | Dr. Edwina Hopkins                                     | 3 episodios                                    |
| 1969      | Star Trek                             | Odona                                                  | 1 episodio: T3:E16, "The Mark of Gideon"       |
| 1969      | Lancer                                | Tiffany Mumford                                        |                                                |
| 1970      | A Clear and Present Danger            | Erin Stowe                                             | Telefilme                                      |
| 1970–1971 | The Bold Ones: The Senator            | Ellen Stowe                                            |                                                |
| 1970–1972 | Mission: Impossible                   | Annette, Connie Hastings                               | 2 episodios                                    |
| 1971      | Alias Smith and Jones                 | Rachel Carlson                                         |                                                |
| 1971      | Cannon                                | Glinda Donaldson                                       |                                                |
| 1971      | Gunsmoke                              | Tereese Farrell                                        |                                                |
| 1971      | The F.B.I.                            | Kate Waller                                            |                                                |
| 1971      | Cade's County                         | Roseann Claybourne                                     |                                                |
| 1971      | Love, American Style                  | Gloria                                                 | 1 episodio                                     |
| 1971–1973 | Marcus Welby, M.D.                    | Nancy Mason, Margaret Loring                           | 2 episodios                                    |
| 1972      | The Mod Squad                         | Agnes Carter                                           | 1 episodio                                     |
| 1972      | McMillan & Wife                       | Evie Kendall                                           |                                                |
| 1972      | Hec Ramsey                            | Nora Muldoon                                           | 2 episodios                                    |
| 1973      | The Stranger                          | Dr. Bettina Cooke                                      | Telefilme                                      |
| 1973      | The Delphi Bureau                     | Sheila                                                 |                                                |
| 1973–1974 | The New Perry Mason                   | Della Street                                           |                                                |
| 1973–1975 | Barnaby Jones                         | Laura Vaner, Florence Armstrong, Gail Bloom            |                                                |
| 1974      | The Hanged Man                        | Carrie Gault                                           |                                                |
| 1974      | Harry O                               | Andrea Tannehill                                       |                                                |
| 1971–1975 | Cannon                                | Laura Venner, Jill, Mrs. Dude                          | 3 episodios                                    |
| 1975–1977 | The Streets of San Francisco          | Ethel Finn, Eleanor Jessup                             | 2 episodios                                    |
| 1976      | Our Man Flint: Dead on Target         | Sandra Carter                                          | Telefilme                                      |
| 1976      | Executive Suite                       | Helen Walling                                          |                                                |
| 1977      | The Hostage Heart                     | Martha Lake                                            | Telefilme                                      |
| 1978      | The Love Boat                         | Evelyn                                                 |                                                |
| 1978–1979 | The Rockford Files                    | Edie Nevitt, Adrianna Danielli                         |                                                |
| 1978–1981 | Quincy, M.E.                          | Barbara, Lynne Montgomery, Allison Sirella/Mary Latham | 3 episodios                                    |
| 1979      | Matt and Jenny                        | Samantha Shelborne                                     |                                                |
| 1980      | Stone                                 | Karen Halloran                                         | 1 episodio                                     |
| 1980      | Galactica 1980                        | Anne                                                   | 1 episodio                                     |
| 1980      | Battles: The Murder That Wouldn't Die | Jill Spencer                                           | Telefilme                                      |
| 1980      | The Incredible Hulk                   | Dr. Louise Olson                                       | 1 episodio                                     |
| 1981      | Flamingo Road                         | Arlene Hunter                                          | 1 episodio                                     |
| 1981      | Shannon                               | Marion Hammond                                         | 1 episodio                                     |
| 1981–1985 | Simon & Simon                         | Helena Christian, Sandra Jefferson-Delaporte           | 2 episodios                                    |
| 1982      | Off Your Rocker                       | Nurse Gloria                                           | Telefilme                                      |
| 1982      | Texas                                 | Judith Wheeler                                         | 62 episodios                                   |
| 1983      | The Powers of Matthew Star            | Evita                                                  | 1 episodio                                     |
| 1983      | Matt Houston                          | Deena                                                  | 1 episodio                                     |
| 1983      | Trapper John, M.D.                    | Senator Miriam Taylor                                  |                                                |
| 1984      | Whiz Kids                             | Miriam                                                 |                                                |
| 1985      | Crazy Like a Fox                      |                                                        | 1 episodio                                     |
| 1985      | Knight Rider                          | Sanford                                                |                                                |
| 1986      | You Again?                            | Loretta Winslow                                        |                                                |
| 1986      | Murder, She Wrote                     | Wilhelmina Fraser                                      | 1 episodio: "Keep the Home Fries Burning"      |
| 1987      | Days of Our Lives                     | Pamela Fouchier                                        |                                                |
| 1988      | Katts and Dog                         | Alice                                                  | 3 episodios                                    |
| 1989      | Street Legal                          | Jane Morrison                                          |                                                |
| 1991–1992 | The Young and the Restless            | Dr. Grace Sundell                                      | 4 episodios                                    |